# One More Chance (canción de will.i.am)
«One more chance» (en español: «una oportunidad más») es una canción hip-hop interpretada por el rapero estadounidense will.i.am. Fue lanzado como segundo sencillo del tercer álbum del cantante, Songs about girls. La canción está coescrita por Fernando Garibay.
Se especula que Nicole Scherzinger (del grupo Pussycat Dolls) participó en la versión original de la canción. En el primer verso will.i.am rapea "You want a good nigga to stickwitu" (en referencia a la canción "Stickwitu" de las Pussycat Dolls). Además se puede apreciar a una voz femenina al final del tema muy parecida a la voz de Nicole. Pero ese mito ya fue desmentido, es sólo una vocalista que aparece en todo el álbum.

## Interpretación
La canción es una disculpa hacia una supuesta novia, dónde will.i.am dice arrepentirse de las cosas malas que ha hecho antes y le propone volver a comenzar.

## Trayectoria en las listas musicales
"One More Chance" debutó en la posición N° 50 en Portugal, donde en su tercera semana en la lista alcanzó la posición N° 33. En Brasil, el sencillo ha tenido un éxito moderado, actualmente se posiciona N° 18, donde no ha hecho más que ascender de posiciones desde su lanzamiento.

### Listas musicales
| AMÉRICA     |                  |    |
| Brasil      | Hot 100 Singles  | 18 |
| EUROPA      |                  |    |
| Reino Unido | UK Singles Chart | 97 |
| Portugal    | Top 50 Singles   | 33 |